# Guadalaviar
Guadalaviar – gmina w Hiszpanii, w prowincji Teruel, w Aragonii, o powierzchni 28,08 km². W 2011 roku gmina liczyła 236 mieszkańców.